# Wang Yi
Wang Yi (chinês: 王毅, pinyin: Wáng Yì; Pequim, 19 de outubro de 1953) é um diplomata e político chinês, que ingressou no Partido Comunista da China em maio de 1981. Nos primeiros anos, trabalhou na construção de colônias agrícolas na província de Heilongjiang e no Instituto de Informação do Ministério das Comunicações. Mais tarde, estudou na Faculdade de Línguas Asiáticas da Segunda Faculdade de Línguas Estrangeiras de Pequim para estudar japonês e obteve um mestrado em economia pela Universidade Nankai. Atualmente, ele é membro do Politburo do Partido Comunista da China, diretor da Comissão Central de Assuntos Exteriores do Partido Comunista da China e ministro das Relações Exteriores da República Popular da China. É membro do Comitê Central do Partido Comunista da China da 17ª à 20ª legislatura e membro do Comitê Permanente do Politburo da 20ª legislatura.
Depois de entrar na área diplomática, Wang Yi ocupou sucessivamente cargos de base como chefe de seção e conselheiro nas divisões da Ásia do Ministério das Relações Exteriores e na embaixada da China no Japão. Desde 1995, ocupou sucessivamente os cargos de diretor da divisão da Ásia do Ministério das Relações Exteriores, assistente do ministro, diretor da divisão de pesquisa e planejamento e vice-ministro. Em 2004, foi nomeado embaixador da China no Japão. Após retornar à China em 2007, ocupou sucessivamente os cargos de secretário do Partido do Ministério das Relações Exteriores, vice-ministro e diretor do Escritório de Trabalho de Taiwan do Comitê Central do Partido Comunista da China. Em março de 2013, substituiu Yang Jiechi como ministro das Relações Exteriores; em março de 2018, foi promovido a conselheiro de Estado e reeleito ministro das Relações Exteriores.
Em outubro de 2022, durante a Primeira Sessão Plenária do 20.º Comitê Central do Partido Comunista da China, Wang Yi, aos 69 anos, foi eleito membro do Politburo do Partido Comunista da China. Em dezembro de 2022, a 13ª Sessão Permanente do Congresso Nacional do Povo o dispensou do cargo de ministro das Relações Exteriores, e ele sucedeu Yang Jiechi como diretor da Comissão Central de Assuntos Exteriores. Em julho de 2023, Wang Yi foi novamente nomeado ministro das Relações Exteriores.

## Biografia

### Primeiros anos
Wang Yi nasceu em Pequim em 19 de outubro de 1953. Após se formar no ensino médio em 1969, tornou-se um jovem intelectual e foi para a região de Heihe, na província de Heilongjiang, para trabalhar na agricultura. Ele atuou como soldado, mensageiro de pelotão e, mais tarde, como repórter de batalhão e propagandista substituto. Em fevereiro de 1977, Wang Yi retornou a Pequim para aguardar a alocação e foi posteriormente designado para o Instituto de Informação do Ministério das Comunicações como trabalhador. No mesmo ano, no primeiro exame vestibular após a restauração do sistema de exames de admissão às universidades, Wang Yi, então com 24 anos, foi aprovado para o curso de língua japonesa da Faculdade de Línguas Afro-asiáticas da Segunda Faculdade de Línguas Estrangeiras de Pequim. Ele ingressou na faculdade em março de 1978 e, devido às suas ricas experiências de vida anteriores, foi eleito presidente da turma de japonês II. No final de 1981, aos 28 anos, Wang Yi ingressou no Partido Comunista da China, sendo o primeiro estudante da turma de 1977 da Segunda Faculdade de Línguas Estrangeiras a ingressar no partido. Quando se formou na universidade, sua média de notas foi a primeira do ano. Ele se formou em 1982 com um diploma de bacharel em literatura.

### Ministério das Relações Exteriores
Após se formar na universidade, Wang Yi foi designado para a Divisão da Ásia do Ministério das Relações Exteriores, onde trabalhou como oficial na Seção do Japão, iniciando sua carreira diplomática. Ao ingressar no Ministério das Relações Exteriores, Wang Yi já tinha 29 anos. No entanto, devido ao seu background, ele estabeleceu vários recordes "mais jovens" no Ministério das Relações Exteriores, como o mais jovem subchefe de seção, o mais jovem chefe de divisão e o mais jovem vice-ministro. Há rumores de que o rápido avanço de Wang Yi foi devido à influência de seu sogro, Qian Jiadong. A revista "People of the World" afirma que uma fonte informou que este assunto não tem nada a ver com Qian Jiadong. De um funcionário diplomático comum, Wang Yi passou a ser o chefe da Divisão da Ásia e, em seguida, foi promovido a vice-ministro, o que levou 19 anos.
Acredita-se que, logo após ingressar no Ministério das Relações Exteriores, Wang Yi chamou a atenção da liderança por causa de um rascunho de discurso. Em 1983, o secretário-geral do Partido Comunista da China, Hu Yaobang, visitou o Japão. Na época, Wang Yi, que trabalhava na Seção do Japão, era responsável pela redação de diversos rascunhos de discursos. O rascunho de discurso que ele preparou para Hu Yaobang foi modificado por Hu em apenas dois lugares e ainda foi elogiado com um "Este rascunho está muito bom!".
De 1989 a 1994, Wang Yi ocupou os cargos de conselheiro político, conselheiro de embaixador e encarregado de negócios interino na Embaixada da China no Japão. Após retornar à China, ele foi nomeado vice-chefe da Divisão da Ásia do Ministério das Relações Exteriores e, no ano seguinte, foi promovido a chefe da divisão. Em 1996, ele estudou na pós-graduação do Centro de Estudos da Cooperação Econômica Ásia-Pacífico da Universidade de Nankai, obtendo um mestrado em economia na área de economia mundial. De 1997 a 1998, Wang Yi foi enviado para estudar na Escola de Relações Exteriores Edmund A. Walsh da Universidade de Georgetown, nos Estados Unidos. Após retornar à China, ele foi nomeado assistente do ministro das Relações Exteriores e diretor da Sala de Estudos da Política do Ministério das Relações Exteriores da China. Em 1999, Wang Yi começou a estudar a distância para o doutorado em Relações Internacionais na Academia Diplomática, sob a orientação de Zhou Qipeng. Em fevereiro de 2001, Wang Yi, então com 48 anos, foi promovido a vice-ministro responsável pelas questões asiáticas, tornando-se o vice-ministro mais jovem do Ministério das Relações Exteriores na época.
Em agosto de 2003, a primeira rodada das Conversas de Seis Partes foi realizada em Pequim, com Wang Yi presidindo os esforços de mediação como chefe da delegação chinesa. Ele continuou a ser o chefe da delegação chinesa nas segunda e terceira rodadas das conversas, em 2004. Naquela época, as relações entre a China e o Japão haviam se deteriorado para o seu ponto mais baixo desde o estabelecimento das relações diplomáticas. Isso se deveu, em parte, ao nacionalismo crescente nos dois países, bem como ao ressurgimento do Programa nuclear norte-coreano. As tensões diplomáticas entre a China e o Japão aumentaram constantemente.
Nesse contexto, em setembro de 2004, Wang Yi e Wu Dawei foram trocados de posição, com Wang Yi assumindo o cargo de embaixador da China no Japão. No entanto, à medida que os conflitos entre a China e o Japão se intensificaram durante o mandato do primeiro-ministro Koizumi, os dois países entraram em confronto sobre uma série de questões, incluindo as ilhas Diaoyu, os livros didáticos de história japoneses e os campos de petróleo no Mar do Japão.
Em março e abril de 2005, manifestações anti-japonesas eclodiram em várias partes da China. Em 23 de maio de 2005, a vice-primeira-ministra da China, Wu Yi, cancelou repentinamente uma reunião agendada com o primeiro-ministro do Japão, Koizumi Junichiro, alegando que precisava retornar à China para lidar com assuntos urgentes. Naquela noite, o porta-voz do Ministério das Relações Exteriores da China, Kong Quan, disse: "Durante a visita da vice-primeira-ministra Wu Yi ao Japão, os líderes japoneses continuaram a fazer declarações que prejudicam a melhoria das relações sino-japonesas, e a China está extremamente descontente com isso.". Graças aos esforços de Wang Yi, o novo primeiro-ministro do Japão, Shinzo Abe, visitou a China em outubro de 2006 e estabeleceu uma "relação estratégica de benefício mútuo" com a China. O primeiro-ministro da China, Wen Jiabao, também visitou o Japão (conhecida como a "Viagem de Desgelo").

Em 2007, após retornar à China, Wang Yi foi nomeado secretário do Comitê do Partido Comunista no Ministério das Relações Exteriores e vice-ministro do ministério. Ele também foi eleito membro do Comitê Central do Partido Comunista Chinês pela primeira vez na 17ª Conferência Nacional do Partido Comunista Chinês, realizada em outubro daquele ano.